# DAF 65/75/85
DAF 65, DAF 75 і DAF 85 — серія середніх вантажівок повною масою 18-34 тонн нідерландської компанії DAF Trucks, що випускалися з 1992 по 2000 рік.

## Опис

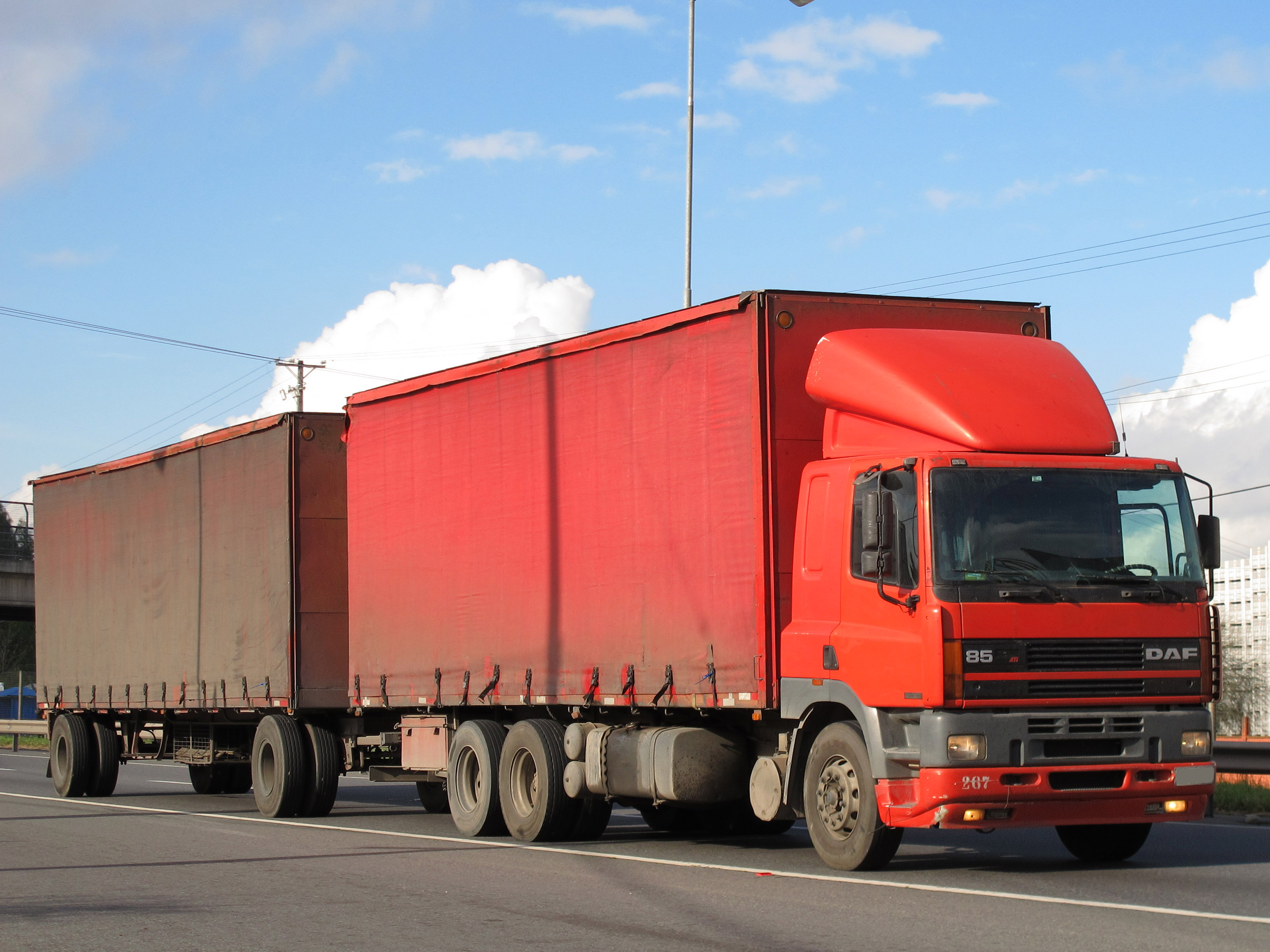
DAF 85.360

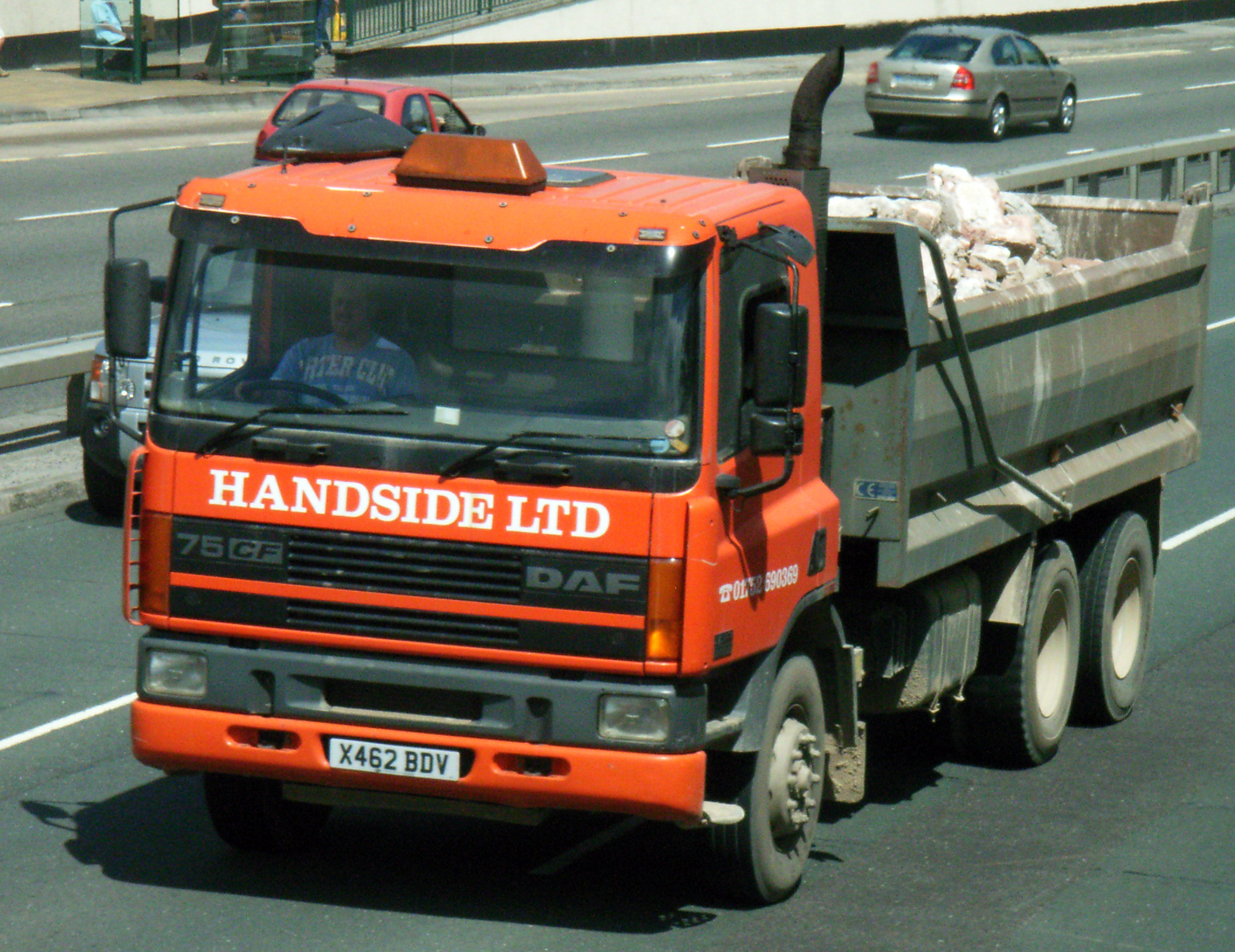
DAF 65CF (1998-2000)

На виставці комерційних автомобілів IAA 1992 в Ганновері DAF показав нове покоління середньотоннажних вантажівок серій 75 і 85. Вантажівки призначені для роботи з напівпричепами на маршрутах середньої та дальньої протяжності, а також в будівництві та комунальному господарстві.
Автомобілі DAF 75 комплектувалися дизелями об'ємом 8,65 л потужністю 245-302 к.с., DAF 85 - дизелями об'ємом 11,6 л потужністю 329-401 к.с. У 1993 р компанія показала найлегшу версію в цьому модельному ряду - серію 65, що комплектувалася дизелями об'ємом 6,24 л потужністю 181-241 к.с. Все сімейство DAF 65/75/85 комплектувалося багатоступеневими коробками передач і пневматичною підвіскою та новою кабіною, яка може бути як в короткому денному виконанні, так і в подовженому зі спальним місцем.

### DAF 65CF, 75CF та 85CF
В 1998 році сімейство вантажівок модернізували і відтепер вони отримали позначення DAF 65CF, 75CF та 85CF. На DAF 65CF встановлювали двигуни 6,24 л потужністю 181-241 к.с., на DAF 75CF встановлювали двигуни 9,2 л потужністю 249-320 к.с., на DAF 85CF встановлювали двигуни 12,58 л потужністю 340-428 к.с. 
Автомобілі DAF серії 75 (CF75) незважаючи на свій вік, користуються популярністю завдяки надійності і високим ресурсом вузлів і агрегатів, а також низькою витратою палива.
Відмінні риси це відносно невелика маса, досягти якої без втрат по міцності і довговічності вдалося за рахунок застосування високоякісних матеріалів і точних розрахунків на міцність, тому вантажопідйомність трохи більше, ніж у конкурентів.